# هنري فيلار
هنري فيلار (بالإنجليزية: Henry Villar)‏ هو لاعب كرة قاعدة دومينيكاوي، ولد في 24 مايو 1987 في بوناو في جمهورية الدومينيكان.